# Ferrovie Elettriche Abruzzesi
Ferrovie Elettriche Abruzzesi SpA era la società privata che aveva ottenuto alla fine degli anni venti la concessione per la costruzione e la gestione della ferrovia Pescara-Penne aperta all'esercizio ferroviario il 22 settembre del 1929.
La crisi del trasporto su ferro determinata dall'inizio dello sviluppo del trasporto su gomma alla metà degli anni trenta portò la società al fallimento per l'eccessivo disavanzo di esercizio. Un D.M del 1955 determinò quindi l'istituzione della Gestione commissariale governativa della ferrovia Pescara-Penne.
Nel dopoguerra riorganizzò il servizio spostandolo dal ferro alla gomma ed unendolo alle altre linee automobilistiche gestite dalla FEA. Venne così dismesso il vecchio tracciato ferroviario.
Dalla gestione governativa nacque, per effetto delle leggi di riordino del Trasporto pubblico locale, la società gestore dei trasporti dell'area metropolitana di Pescara sino al 2015, la Gestione Trasporti Metropolitani, poi confluita nella Società Unica Abruzzese di Trasporto.